# 長久手市立南中学校
長久手市立南中学校（ながくてしりつ みなみちゅうがっこう）は、愛知県長久手市長配二丁目にある公立中学校。「長南」（ながなん）と略される。

## 沿革
- 1984年（昭和59年）4月 - 開校（長久手中学校より分離独立）
- 1985年（昭和60年）2月 - 校歌制定
- 1990年（平成2年）3月 - 北館校舎・体育器具庫竣工
- 1993年（平成5年）11月 - 10周年記念式典、記念碑建立
- 1995年（平成7年）3月 - 武道場「南鴻館」竣工
- 1999年（平成11年）2月 - 中庭改修、植樹
- 2012年（平成24年）1月4日 - 長久手町が市制施行により、長久手市立に校名を変更。
- 2013年（平成25年）4月1日 - 長久手市立長久手北中学校が新設されて一部生徒が移る。
- 2014年（平成26年）2月 - 30周年記念ステンドグラス制作
- 2016年（平成28年）1月23日 - 体育館天井耐震工事完了。

## 施設
- 本館
- 北館
- 西館
- 南鴻館
- 体育館
- クラブハウス
- プール
- テニスコート

## 部活動

### 運動部
- 軟式野球部
- サッカー部
- バスケットボール部
- バレーボール部
- 卓球部
- 剣道部
- 水泳部
- ソフトテニス部

### 文化部
- 吹奏楽部
- 美術部
- 文化部

## 出身者
- 勝田貴元（ラリードライバー、元レーシングドライバー）
- 福島新太（ヴェルスパ大分）

## その他
- 校訓は「切磋琢磨」。
- 校歌は、歴史豊かな長久手市の史跡が歌い込まれている。
- 全校行事は体育祭、文化祭、三送会(三年生を送る会)などが行われている。
- 中学校区は、南小学校および、市が洞小学校の各通学区を併せた区域。
  - 2013年4月1日より開校する長久手市立北中学校が新設されることにより、長久手市立西小学校の一部生徒が区域外になる。
- 本校は日進市との境界近くにある（300mほど南東に進むと日進市竹の山である）。

## 所在地
- 愛知県長久手市長配2丁目1901番地

### 交通アクセス
- 名鉄バス 「長久手南中学校」バス停より徒歩5分。
- 愛知高速交通東部丘陵線（リニモ） 「杁ヶ池公園」駅より徒歩10分。

## 学校周辺
- 長久手市立南小学校
- 愛知学院大学 日進キャンパス
- 名古屋学芸大学 日進キャンパス
  - 名古屋外国語大学 日進キャンパス
- 長久手市 菖蒲池テニスコート
- 杁ヶ池公園
  - 杁ヶ池体育館
- 長配公園
- 愛知高速交通東部丘陵線（リニモ） 杁ヶ池公園駅
- 愛知県道57号瀬戸大府東海線
- 愛知県道6号力石名古屋線（グリーンロード）